# Буддийские чётки

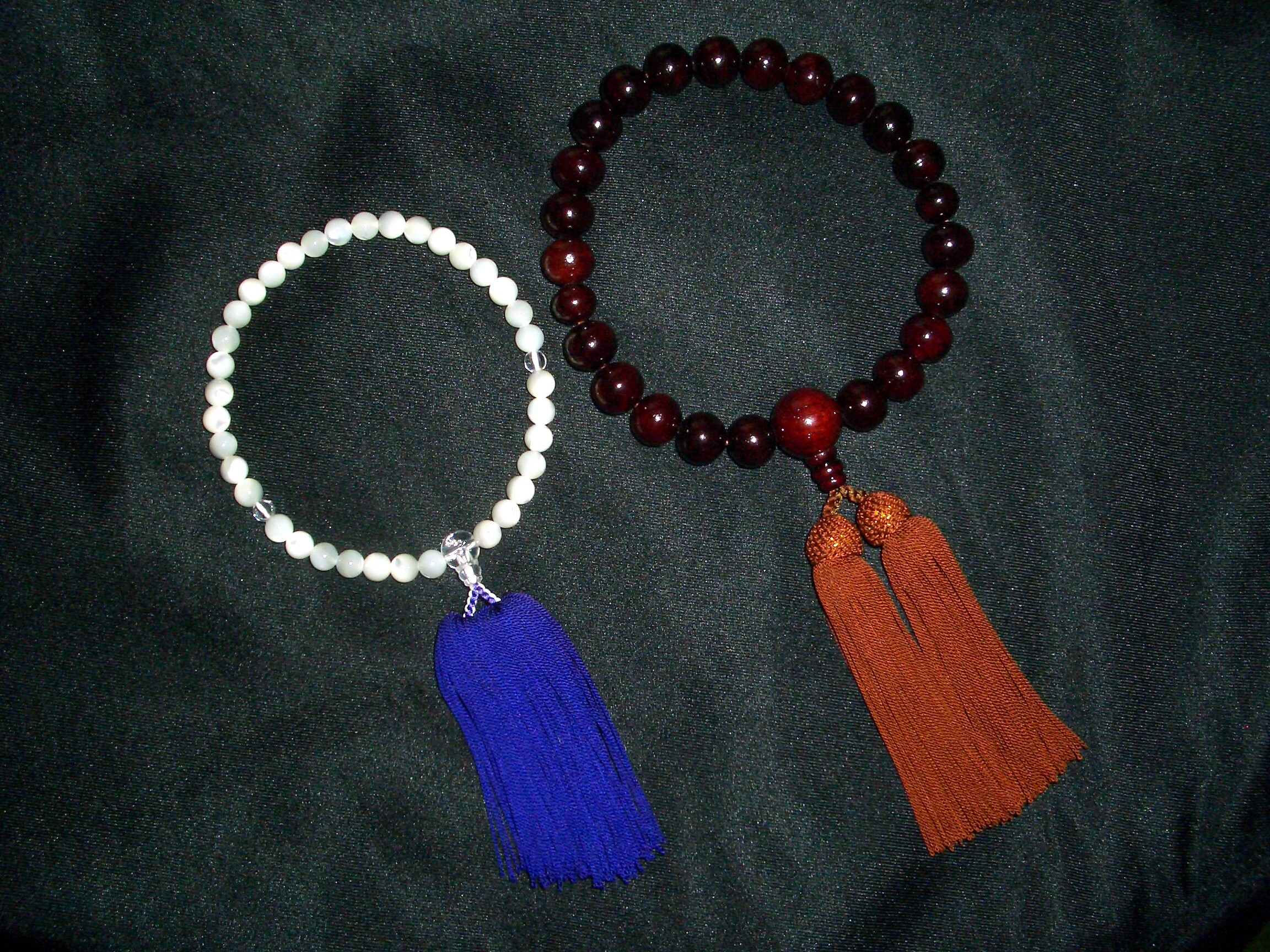
Буддийские чётки, Япония

Будди́йские чётки, ма́ла (санскр. माला — мала, тиб. འཕྲེང་བ་ — тренгва, оба слова переводятся как гирлянда) — культовая принадлежность, инструмент для подсчёта мантр, выполненных ритуалов и поклонов. Однако в буддизме чётки играют ещё и роль предмета, в котором кодифицирована информация, связанная с основными философскими и практическими аспектами Учения Будды. Известны с III века.

## Конструкция

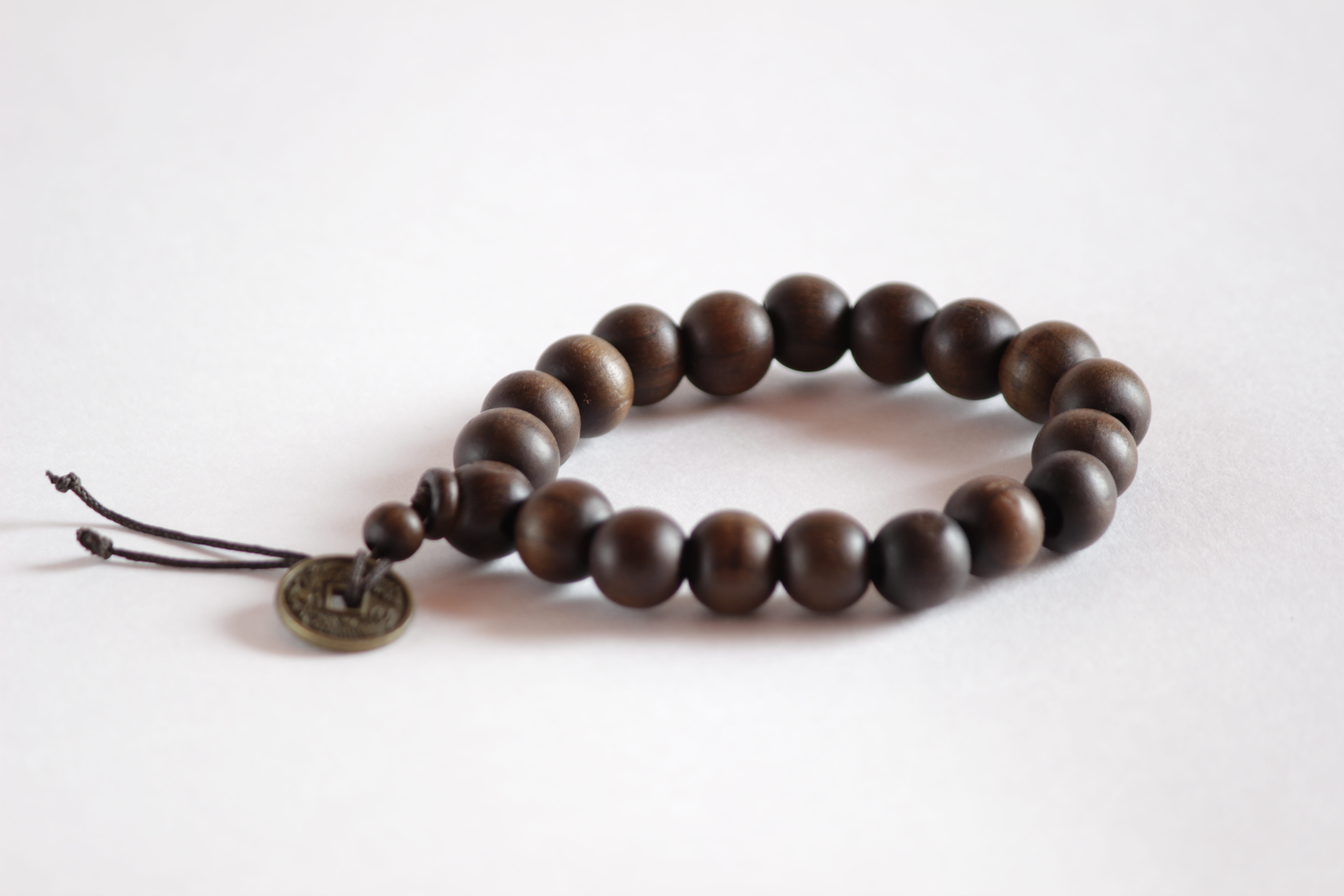
Буддийские чётки

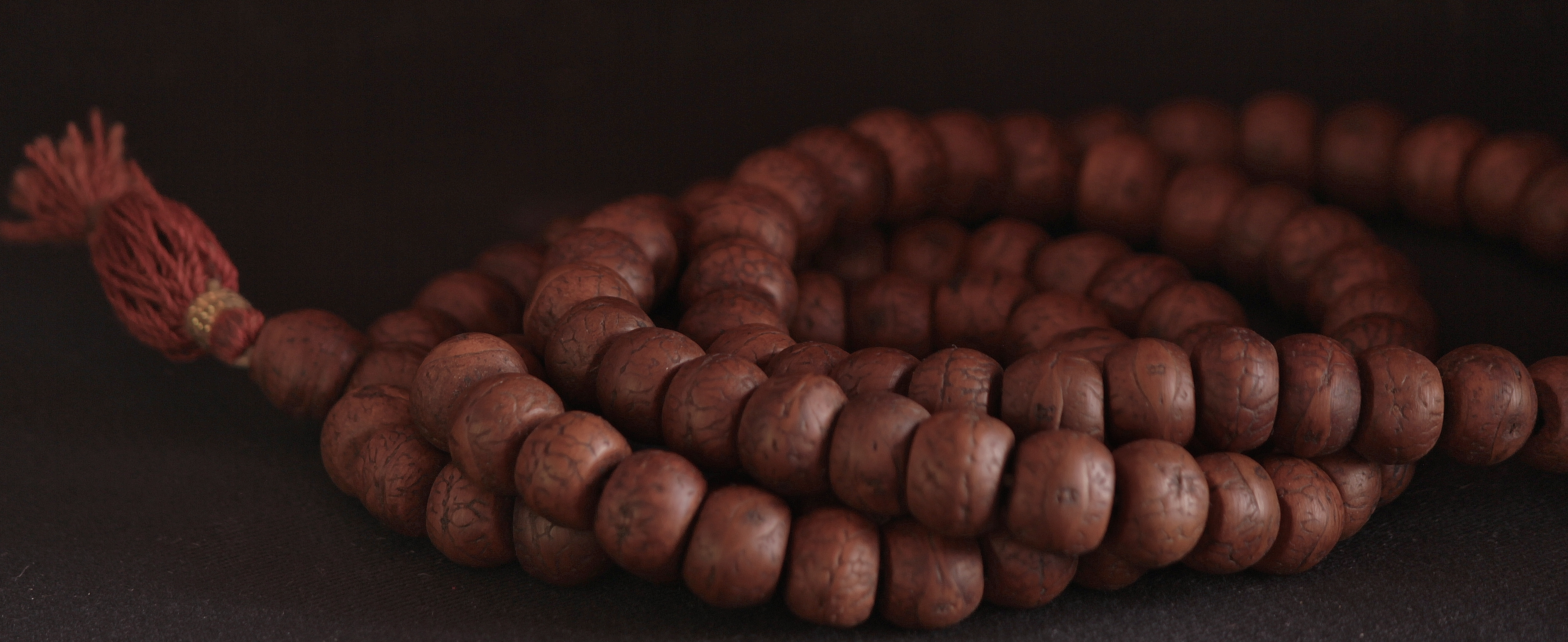
Буддийские чётки

По конструкции близки чёткам иных религиозных и мистических практик. Состоят из бусин нанизанных на нить, концы нитей объединяются образуя кольцо. Чётки могут завершаться дополнительной большей бусиной, которую увенчивает конусообразная или цилиндрическая привеска, к ней часто прикрепляют «хвост» из нитей.

### Количество бусин
Чаще всего в буддийских чётках 108 зёрен, но могут применяться и чётки с иным числом бусин, обычно являющимися делителем 108: 54, 36, 27, 18 или 21.  Четки с 18 зернами в честь 18 архатов — учеников Будды, 21 зерно — в честь 21 формы богини Тары, 32 зерна — для отсчёта 32 достоинств или признаков Будды.

### Материал
Так, например, последователями тибетской ветви буддизма считается, что чётки из можжевельника обладают свойством отпугивать злых духов и устранять вредоносные влияния; такими же свойствами обладают чётки из красного коралла и темно-синего лазурита.
Чётки из сандалового дерева, горного хрусталя и жемчуга служат для успокоения, устранения препятствий и болезней.
Золотые, серебряные, медные, янтарные, сделанные из семян лотоса или дерева бодхи — увеличивают продолжительность жизни, способствуют развитию мудрости и увеличению духовных заслуг.
Чётки из хрусталя, сандала, лотосовых семян или семян бодхи рекомендуются также при проведении практики подношения-пуджи всем благостным (мирным) йидамам (аспектам Просветления) и Гуру-йоге.
Для мистических практик, особенно связанных с гневными йидамами, используют чётки из можжевельника, чёрного или красного дерева, кости, чёрного хрусталя, агата, чёрного коралла.
Монахи-воины нередко носят железные чётки, используя их, в случае необходимости, в качестве подручного оружия.
Встречаются также чётки, выполненные из завязанных особым образом узелков. При этом каждый узелок завязывается с чтением определенных мантр, молитв и выполнением особых созерцаний.
Особо ценятся последователями буддийской традиции Ваджраяны («Алмазной» или Тайной Колесницы) чётки, изготовленные из кости лобной части человеческого черепа. На изготовление таких чёток идет 108 черепов, что возможно лишь в условиях Тибета, где традиционно трупы умерших не закапывают в землю (ввиду отсутствия таковой в горах) и не сжигают (ввиду отсутствия дерева), а оставляют в специальных местах, где трупы быстро расклевываются горными грифами, после которых от трупа остаются лишь череп и кости. Поскольку такие чётки — большая редкость, то чаще встречаются просто костяные чётки (из кости человека или животных), каждая бусина которых выполнена в форме миниатюрного черепа.

## Символика

### Количество бусин
Классическое количество бусин в буддийских четках равно 108. Однако, встречаются чётки и с другим количеством бусин. В любом случае — число бусин кодифицирует определенные положения Учения. Так, например, 108 бусин классических четок символизирует 108 родов желаний (санскр.: танха), омрачающих дух человека:
- желания, связанные с шестью органами чувств: зрением, осязанием, обонянием, вкусом, слухом и умом (6);
- по отношению к предметам прошлого, настоящего и будущего (3);
- к объектам внутренним и объектам внешним (2);
- три способа проявления: в мыслях, в словах и в поступках (3).

Отсюда — канонические числа буддизма:
6х3 = 18;
18x2 = 36;
36х3 = 108.
Имеются и другие расшифровки числа 108, однако, эта — наиболее распространённая. Чётки делятся дополнительной большой бусиной (109-й), которую увенчивает конусообразная или цилиндрическая бусина. Большая бусина символизирует Мудрость-праджню, а конус — Метод-упайя. Чаще всего 36-я и 72-я бусины также делаются несколько большего размера или другой формы.

### «Хвост»
Из цилиндрической бусины выходит «хвост» из нитей, цвет которых часто связан с принятыми обетами в традиции той или иной буддийской Школы. Так, например, чёрный цвет может означать принятие мирских обетов (санскр.: упасака, тиб.: генен), красный цвет — начальные монашеские обеты, послушник (санскр.: шраманера, тиб.: гецул), жёлтый — полные обеты монашества (санскр.: бхикшу, тиб.: гелонг). «Хвост» может быть двойной — в этом случае одна из его частей символизирует Практику Заслуг, а вторая — Практику Мудрости; либо же они могут символизировать, соответственно, состояние Ясности — шаматхи и Прозрения — випашьяны. То, что обе части выходят из одной бусины — символизирует их единство-недвойственность.
Чётки, используемые адептами Ваджраяны, зачастую гораздо сложнее и по своей символике и по процессу изготовления. Часто такие чётки играют ещё и роль своеобразного опознавательного знака для посвященных, указывая на уровень и тип духовной практики хозяина четок.
В дополнение к общей символике классических четок, ваджраянские чётки, особенно у посвященных в практики гневных йидамов, часто выполняются в форме черепов, что символизирует бренность этого мира или Практику бренности. В форме черепов могут быть как все бусины, так и только разделительные — 36-я, 72-я и 109-я. Может быть выполнена в форме тройного черепа и одна только большая, 109-я, бусина. В этих случаях три черепа обозначают ещё и три главных омрачения-"яда" сознания: страсть, злобу и неведенье.
Основание четок (в районе «хвоста» или вместо него) часто украшается одним из тантрических символов из железа, бронзы, серебра или золота. По этому символу можно примерно определить тип тантр, которые практикует владелец четок. Наиболее часто в качестве такого символа встречается ваджра, как общий символ Ваджраяны или дхармачакра — как символ Учения Будды вообще. Гридуг чаще носят ламы (как символ отсечения всякого омрачения) и посвященные в практики гневных йидамов; металлическое зеркало — практики системы Дзогчен; пурбу — посвящённые в практики йидама Ваджракилайи и т. д.
Нанизываются ваджраянские чётки на шнур, сплетенный из пяти разноцветных нитей: белого, синего, жёлтого, красного и зелёного цветов. Эти нити символизируют пять аспектов Просветления, выраженных фигурами пяти Пробуждённых-Татхагат: Вайрочаной, Акшобхьей, Ратнасамбхавой, Амитабхой и Амогхасиддхи. Во время плетения шнура читаются слоги-биджи и производится специальная визуализация этих Татхагат. Считается что таким образом шнур заряжается их энергией. Пять нитей могут быть связаны и с практикой-мандалом того или иного йидама — в этом случае, соответственно, меняются мантры и визуализации. Иногда шнур состоит из 9-ти нитей — в этом случае они символизируют йидама Ваджрадхару и восемь главных бодхисаттв.
Кроме центрального «хвоста» ваджраянские чётки могут иметь ещё два, после 36-й и 72-й бусин (в этом случае эти бусины не отличаются от других ни формой, ни размером). Каждый из этих «хвостов» продевается через пять мелких бусин или дисков. Два «хвоста» символизируют Практику Заслуг и Практику Мудрости, а мелкие бусины — десять Совершенств-парамит, первые пять из которых относятся к Заслугам, а следующие пять — к Мудрости. Часто встречается и другой вариант, когда все десять мелких бусин нанизывают на главный «хвост».
После изготовления чётки освящаются Учителем-ламой или самим адептом путём проведения особого обряда. Такие чётки обретают особые магические и энергетические свойства, защищающие их хозяина и способствующие его тантрическим практикам. Эти чётки запрещается передавать посторонним, относиться к ним небрежно или непочтительно. Если чётки приходят в негодность (стираются бусины или шнур), то их заново освящают при ремонте или же — сжигают с чтением мантр. Часто паломники оставляют свои чётки, на которых они начитали 108 тысяч или более мантр в святых местах. Считается, что в этом случае плоды от выполненных практик возрастают, что вполне объяснимо, учитывая ту связь, которая устанавливается между четками и их владельцем в результате систематических практик.
Чётки великих Учителей-лам, прославившихся своей святостью и духовными силами, замуровывают в ступы или фундаменты храмов во время их сооружения, вкладывают в статуи Будды и йидамов, помещают на алтарях в качестве реликвий. Часто чётки передаются от учителя к ученику из поколения в поколение как знак духовной преемственности.